# Коминтерн (Гомельская область)
Коминтерн (бел. Камінтэрн) — посёлок в Широковском сельсовете Буда-Кошелёвского района Гомельской области Белоруссии.

## География

### Расположение
В 20 км на восток от Буда-Кошелёво, 19 км от железнодорожной станции Лазурная (на линии Жлобин — Гомель), 27 км от Гомеля.

### Гидрография
На востоке и западе мелиоративные каналы.

## Транспортная сеть
Транспортные связи по просёлочной дороге, затем по шоссе Довск — Гомель.
Планировка состоит из короткой, почти меридиональной да  криволинейной улицы. Застройка деревянными домами усадебного типа.

## История
Основан в начале 1920-х годов переселенцами из соседних деревень на бывших помещичьих землях. В 1929 году жители деревни вступили в колхоз. Во время Великой Отечественной войны оккупанты сожгли 15 дворов, 9 жителей деревни погибли на фронте. В 1959 году в составе совхоза «Коминтерн» (центр — деревня Широкое).

## Население

### Численность
- 2018 год — 4 жителя.

### Динамика
- 1940 год — 35 дворов, 92 жителя.
- 1959 год — 103 жителя (согласно переписи).
- 2004 год — 10 хозяйств, 18 жителей.